# TMED6
TMED6 (англ. Transmembrane p24 trafficking protein 6) – білок, який кодується однойменним геном, розташованим у людей на 16-й хромосомі. Довжина поліпептидного ланцюга білка становить 240 амінокислот, а молекулярна маса — 27 631.
| 10         |  | 20         |  | 30         |  | 40         |  | 50         |
| ---------- |  | ---------- |  | ---------- |  | ---------- |  | ---------- |
| MSPLLFGAGL |  | VVLNLVTSAR |  | SQKTEPLSGS |  | GDQPLFRGAD |  | RYDFAIMIPP |
| GGTECFWQFA |  | HQTGYFYFSY |  | EVQRTVGMSH |  | DRHVAATAHN |  | PQGFLIDTSQ |
| GVRGQINFST |  | QETGFYQLCL |  | SNQHNHFGSV |  | QVYLNFGVFY |  | EGPETDHKQK |
| ERKQLNDTLD |  | AIEDGTQKVQ |  | NNIFHMWRYY |  | NFARMRKMAD |  | FFLIQSNYNY |
| VNWWSTAQSL |  | VIILSGILQL |  | YFLKRLFNVP |  | TTTDTKKPRC |  |            |

A: Аланін

C: Цистеїн

D: Аспарагінова кислота

E: Глутамінова кислота

F: Фенілаланін

G: Гліцин

H: Гістидин

I: Ізолейцин

K: Лізин

L: Лейцин

M: Метіонін

N: Аспарагін

P: Пролін

Q: Глутамін

R: Аргінін

S: Серин

T: Треонін

V: Валін

W: Триптофан

Локалізований у мембрані, ендоплазматичному ретикулумі.